# Абдулхаликов, Али Ахмедович
Али Ахмедович Абдулхаликов (род. 30 июля 1993 года, с. Южное, Кизлярский район, Дагестан, Россия) — российский боец смешанного стиля, представитель лёгкой весовой категории. Выступает на профессиональном уровне начиная с 2013 года, известен по участию в турнирах бойцовских организаций Fight Nights Global, GTC, M-1 Global, RSFC. Выступает за команду «Golden Team». Заслуженный мастер спорта России по ушу.
Чемпион мира по ММА, чемпион мира по ушу-саньда, чемпион Европы по ММА. Мастер спорта.

## Биография
Али Абдулхаликов родился 30 июля 1993 года в селе Южное Кизлярского района Дагестана. Впоследствии переехал на постоянное жительство в Москву.

### Любительская карьера
Чемпион мира по ММА-2017, Серебряный призёр чемпионата России по ММА −2015. В 2013 году в Малайзии, под руководство тренеров Ачало Магомедаминова и Гусейна Магомедова стал чемпионом мира по ушу-саньда. В марте 2023 года в Москве, победив в финале Карена Манукяна из Дагестана, одержал победу на чемпионате России.

### Профессиональная карьера
Дебютировал в смешанных единоборствах на профессиональном уровне в сентябре 2013 года на турнире RSFC Real Steel 2013, где одержал свою первую профессиональную победу во втором раунде победив своего соперника Ивана Ильянченко техническим нокаутом. Карьеру продолжил в промоушне М-1 Global, где в 1 раунде одержал победу над Джоэл Алваресом. Дальнее в профессиональной карьере были победы в таких организациях, как FNG, GTC, PROFC и другие.

3 победы Абдулхаликов одержал досрочно, а ещё 4 победы одержал решением судей.

| Результат | Рекорд | Соперник          | Способ                     | Турнир                              | Дата             | Раунд | Время | Место | Примечание |
| --------- | ------ | ----------------- | -------------------------- | ----------------------------------- | ---------------- | ----- | ----- | ----- | ---------- |
| Победа    | 1-0    | Иван Ульянченко   | Технический нокаут         | RSFC — Real Steel 2013              | 14 сентября 2013 | 2     | 2:06  |       |            |
| Победа    | 2-0    | Джоел Алварес     | Нокаут                     | M-1 Global — M-1 Challenge 56       | 10 апреля 2015   | 1     | 0:34  |       |            |
| Победа    | 3-0    | Талгат Шатматов   | Единогласное решение судей | ProfSport — GPro 19                 | 5 марта 2016     | 3     | 3:00  |       |            |
| Победа    | 4-0    | Юрий Ивлев        | Единогласное решение судей | ProFC 60                            | 2 апреля 2016    | 3     | 5:00  |       |            |
| Победа    | 5-0    | Явес Ланду        | Единогласное решение судей | ProFC 62                            | 26 марта 2017    | 3     | 5:00  |       |            |
| Победа    | 6-0    | Аллаберди Туманов | Технический нокаут         | GTC 03 — Golden Team Championship 3 | 10 марта 2018    | 1     | N/A   |       |            |
| Победа    | 7-0    | Руслан Яманбаев   | Единогласное решение судей | FNG 92 — Fight Nights Global 92     | 6 апреля 2019    | 3     | 5:00  |       |            |